# Charles David Winter
Pour les articles homonymes, voir Winter.
Charles David Winter, né le 16 janvier 1821 à Strasbourg où il est mort le 7 février 1904, est un photographe strasbourgeois, lithographe de formation.

## Biographie
Charles David Winter naît le 16 janvier 1821 à Strasbourg, plus précisément au numéro 97 de la Grand Rue. Ses parents, Madeleine Sophie Heintz et David Winter, sommelier de son état, ne sont pas encore mariés à ce moment, probablement pour raisons financières, la famille étant pauvre. Autre signe de ce manque de moyens, ses deux parents meurent rapidement de la tuberculose : son père dès 1826 et sa mère moins de dix ans plus tard, en 1834.
Il se consacre probablement dans un premier temps à la lithographie, ses premières publications connues dans ce domaine remontant à 1839. Cela n’a peut être pas été sa seule activité à cette période, car il est répertorié comme peintre en 1841. Ces activités doivent lui permettre de correctement gagner sa vie, car il participe en 1840 à la souscription pour l’érection sur la place Gutenberg de la statue de l’imprimeur. Quelques années plus tard il se tourne vers la photographie et ouvre le 14 mai 1848 un atelier de daguerréotypie au 1, rue des Veaux. Comme la majeure partie des ateliers, son principal revenu provient de la réalisation de portraits, le plus ancien connu pour Winter étant celui d’une certaine Mme Muller en 1849. Il pratique cependant aussi la photographie d’architecture, ses premières photographies connues dans ce domaine étant une vue du pont du Corbeau et une autre du portail du transept sud de la cathédrale de Strasbourg en 1852. La même année, Charles Winter épouse Sophie Élisabeth Schahl, avec laquelle il aura cinq filles, dont seulement trois atteindront l’âge adulte.
Dans les années qui suivent, il réalise de nombreux reportages sur les démolitions et constructions à Strasbourg, par exemple celle de l’École de santé militaire en 1858 ou l’incendie du Gymnase Jean-Sturm en juin 1860. Il expose également ses clichés, à la Société des Amis des Arts de Strasbourg en 1856 et 1858, mais aussi à Paris à la Société française de photographie en 1859. Les portraits restent toutefois une part importante de son activité, avec un record de 1495 commandes en 1865. Entre 1868 et 1872 il s’associe par ailleurs à Émile Schweitzer.
En 1880, Winter réalise son dernier reportage au château de Schoppenwihr, puis il s’associe l’année suivante avec Jules Fuchs. Finalement, il prend sa retraite en juin 1885. Sa femme meurt le 4 octobre 1890, mais il lui survit encore près de quinze ans, ne mourant à son tour que le 7 février 1904, à quatre-vingt-trois ans.

## Techniques employées
Charles Winter est parfois qualifié d’éclectique en raison de la grande variété de techniques qu’il emploie au cours de sa carrière. À ses débuts en photographie il favorise largement le daguerréotype, avec un emploi plus marginal de négatifs papier. Rapidement, au plus tard en 1853, il s’essaie au collodion humide sur plaque de verre, puis ajoute à sa palette la photolithographie et la photoglyptie après 1870.

## Œuvres
Un grand nombre de ses œuvres sont détenues par le Musée d'art moderne et contemporain de Strasbourg où un fonds Winter fut constitué par la donation de sa fille dans les années 1920.
Témoin de sa ville et de son temps, il photographia de nombreuses personnalités alsaciennes – Jean-Frédéric Bruch, Philippe Grass, Émile Küss, Frédéric Piton, Auguste Schneegans, Auguste Stoeber –, des évènements – Débordement du Rhin le 16 juin 1876, Construction du pont de chemin de fer sur le Rhin –, du mobilier urbain. Il réalisa aussi quelques autoportraits, dont un Autoportrait double, un photomontage utilisé comme carte de visite photographique. 

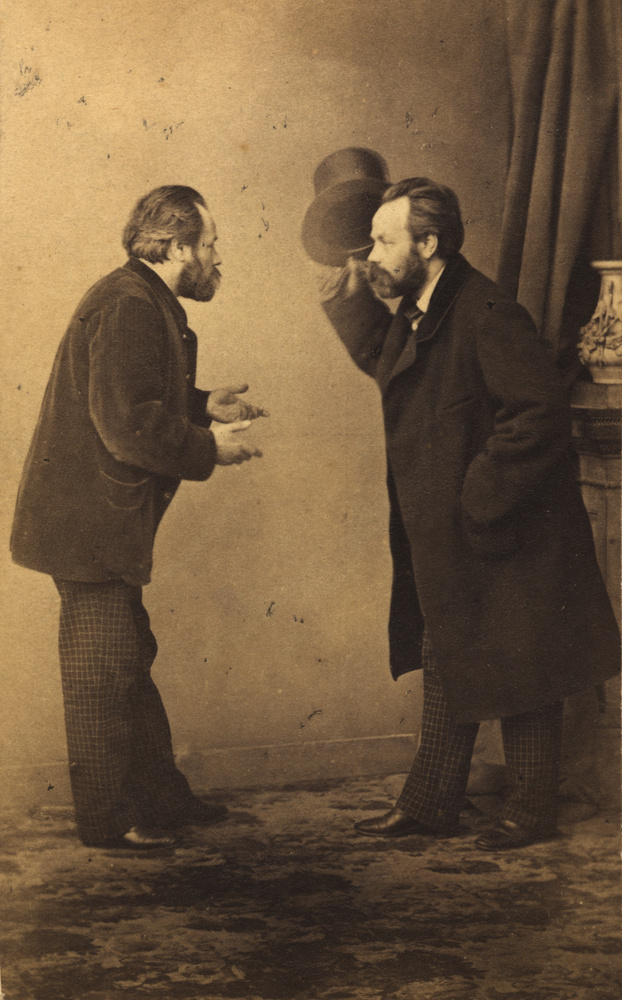
Autoportrait double (vers 1860)[8].
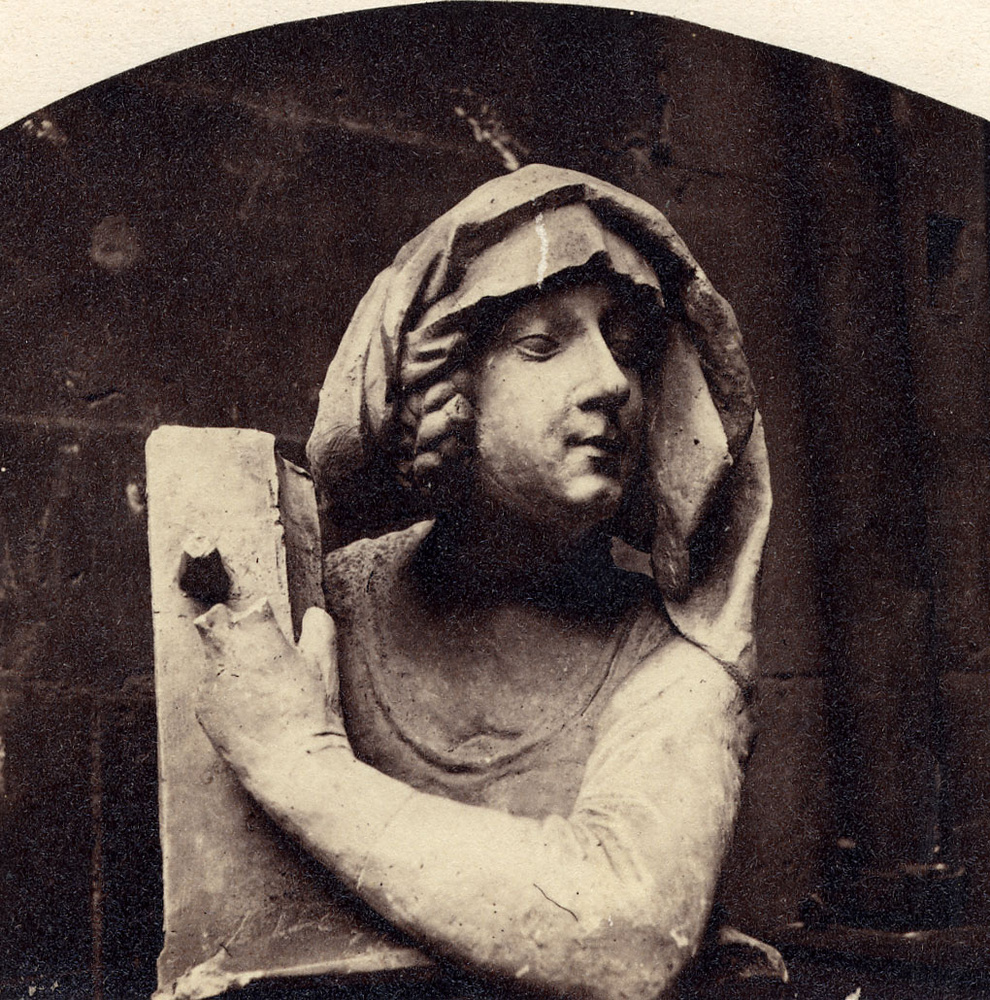
Sculpture, Barbe d'Ottenheim (vers 1860)[9].
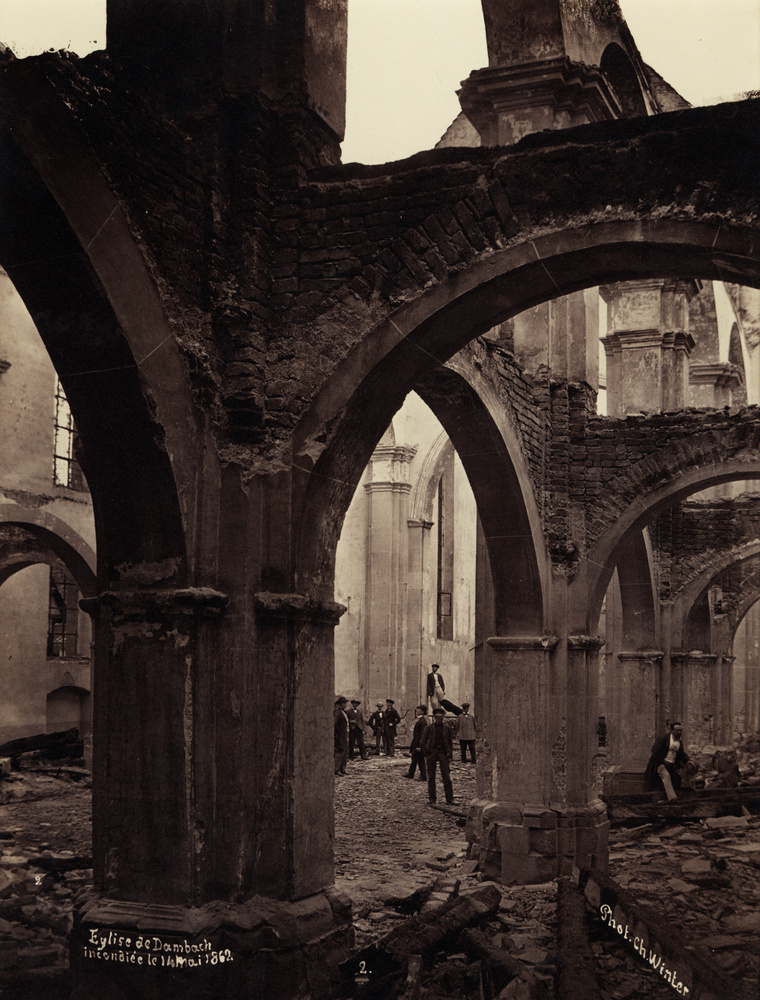
L'église de Dambach incendiée le 14 mai 1862[10].
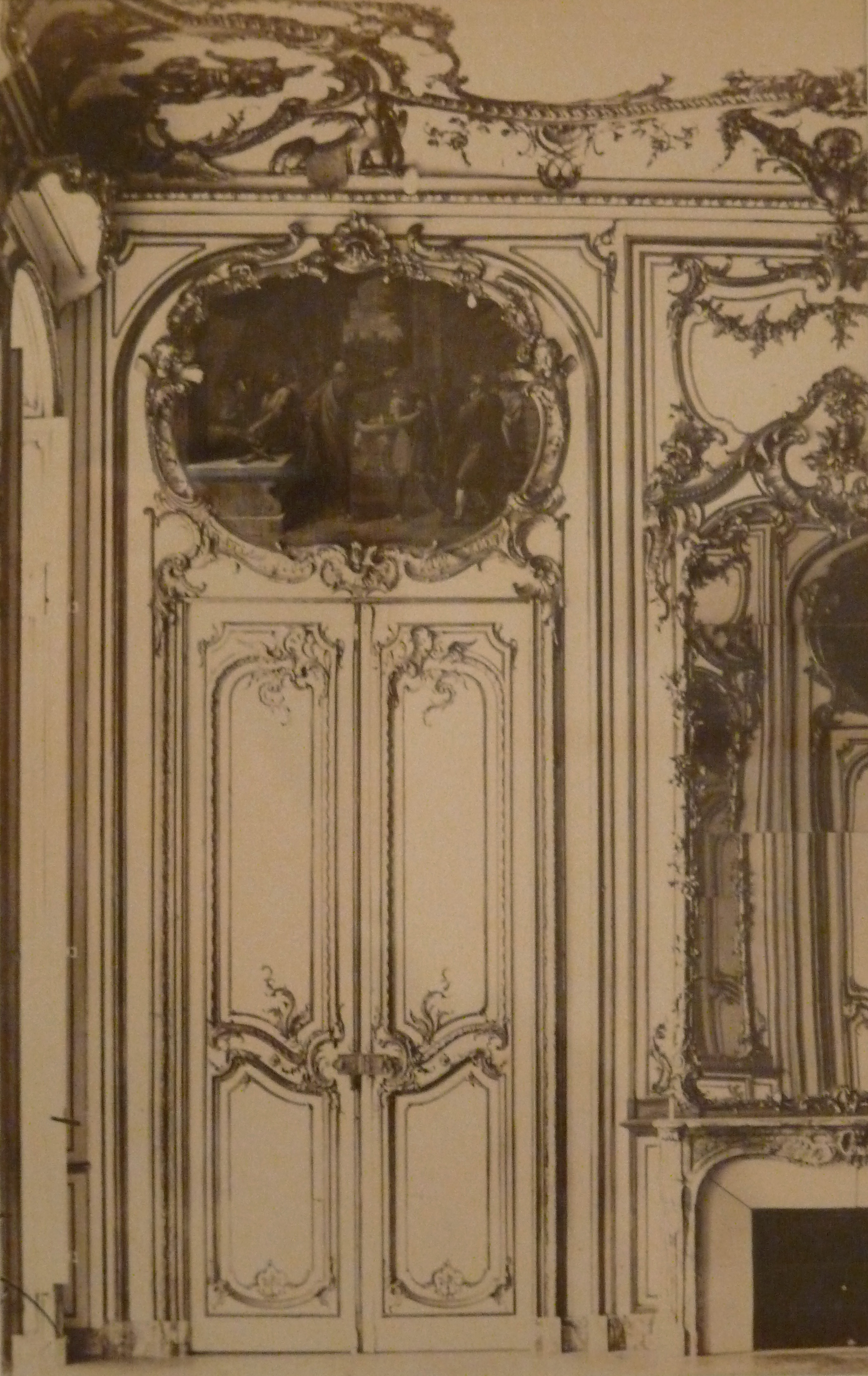
Strasbourg, Palais Rohan, dessus-de-porte peint (1867).
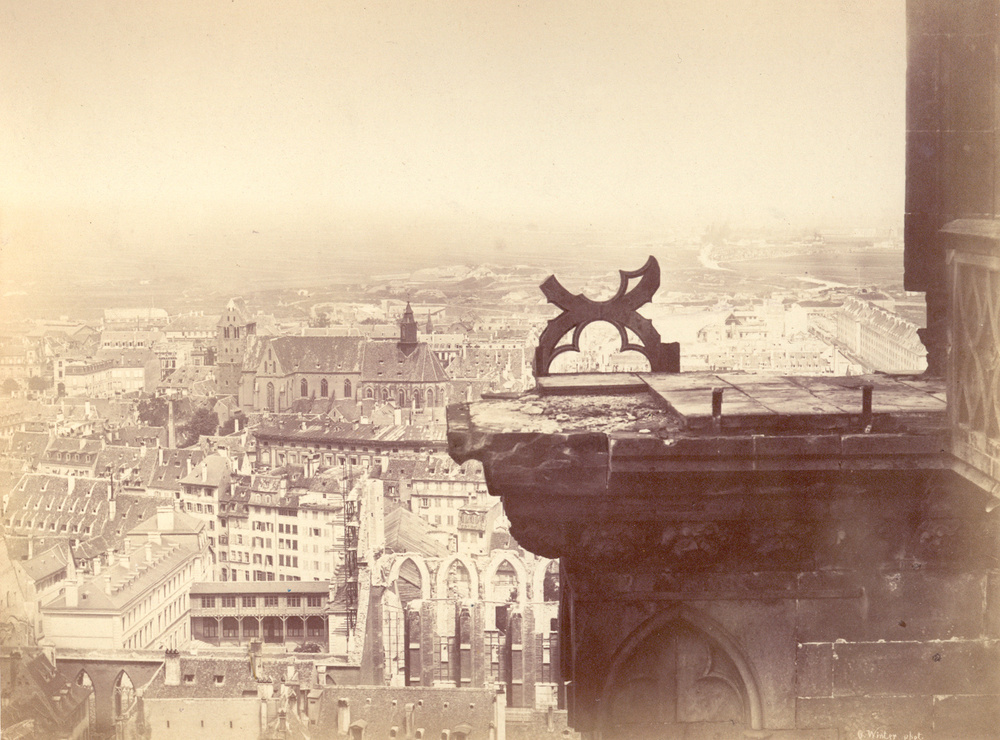
Strasbourg, dégâts à la cathédrale après les bombardements de 1870[11].